# Centro di produzione Rai Piero Angela
Il Centro di produzione Rai Piero Angela (in precedenza Centro di produzione Rai di Torino) è uno dei quattro centri di produzione televisiva e radiofonica della Rai, insieme a quelli di Roma, di Milano e di Napoli. È stato costruito nel 1966 dall'architetto Umberto Cuzzi, coadiuvato dall'architetto Felice Bardelli. 
È suddiviso in più sedi:
- Il Centro di Produzione Televisiva Rai di via Giuseppe Verdi 14-16, specializzato nei programmi a divulgazione scientifica e programmi per il progetto Rai "La TV dei Ragazzi"; ospita il Museo della Radio e della Televisione, dove l'unicità della collezione risiede nel suo essere museo aziendale, strettamente collegato al patrimonio della Rai e, come tale, collegato alla storia dell'evoluzione sociale e tecnologica del Paese.
- La sede della produzione Radiofonica di via Giuseppe Verdi 31, che ospita il centro di documentazione dell'Orchestra sinfonica nazionale della Rai e parte delle teche Rai nella palazzina da cui ebbero inizio le prime trasmissioni radiofoniche URI ed EIAR, antesignane della Rai.
- L'Auditorium Rai "Arturo Toscanini" in Via Rossini, sede dell'Orchestra sinfonica nazionale della Rai.
- Il Centro ricerche e innovazione tecnologica (CRIT), il Centro Abbonamenti e ICTV, la sede territoriale di Rai Pubblicità e Rai Way presso il centro polifunzionale di via Cavalli 6.

Il 1º ottobre 2024, durante il 76º Prix Italia, il CPTV è stato intitolato a Piero Angela, che proprio dalla sua Torino ha mosso i primi passi in TV e condotto diversi programmi di divulgazione scientifica. Nei giorni del Prix, inoltre, l'artista di strada Piskv ha realizzato un murale permanente che ritrae Piero Angela, utilizzando la facciata della palazzina posta a destra dell'ingresso del Centro di Produzione.

## Studi e programmi
Studi e programmi della stagione televisiva 2024/2025: 
- TV1 (819 m²): The Floor - Ne rimarrà solo uno, Passaggio a Nord Ovest, La porta magica
- TV2 (442 m²):  L'albero azzurro, Hello YoYo, Quando batte il cuore, Cloofilla
- TV3 (54 m²): Green Meteo, Meteo Spazio
- TV4 (430 m²): TGR Piemonte, TGR Leonardo
- TV6 (819 m²): attualmente nessuna produzione
- TV8: Amore criminale, Sopravvissute

Gli studi 1, 2, 3, 4 e 8 sono stati attrezzati per trasmettere programmi in HDTV.

## Programmi del passato
Sono andati in onda da questi studi programmi come Quark, La macchina meravigliosa, La TV delle ragazze, Voyager, Non è mai troppo tardi (con il maestro Manzi), Argento e oro, Sala giochi (prima edizione), Lascia o raddoppia (con Magalli e Gambarotta), Forte Fortissimo TV Top, Villa Arzilla, Superquark, Nessun dorma, Ulisse - Il piacere della scoperta, Melevisione, Screensaver, La prima volta, L'approdo, Da noi... a ruota libera, Natale con Yoyo, Che succ3de?, Top Music, M, Non stop, Parola mia, Otello di Carmelo Bene, Trebisonda e Rob-o-Cod, Stasera c'è Cattelan su Rai 2, StraMorgan, Non stop...now, Il posto giusto, La gioia della musica, Solletico, Disney Club.
Sempre in questi studi furono girati gli interni dello sceneggiato parodistico I promessi sposi interpretato dal Trio comico Lopez-Marchesini-Solenghi.